# Чемпіонат України з хокею на траві серед жінок
Чемпіонат України з хокею на траві серед жінок розігрується з 1992 року.

## Призери
| Рік     | Золото              | Срібло              | Бронза                                   |
| 1992    | «Колос» (Бориспіль) | «Політехнік» (Київ) | «Буревісник» (Суми)                      |
| 1993    | «Колос» (Бориспіль) | СБТС (Суми)         | «Сокор» (Суми)                           |
| 1994    | «Демпург» (Суми)    | «Колос» (Бориспіль) | «Аускопрут-Роксолана» (Івано-Франківськ) |
| 1994/95 | «Колос» (Бориспіль) | «Динамо» (Суми)     | «Аускопрут-Роксолана» (Івано-Франківськ) |
| 1995/96 | «Динамо»(Суми)      | «Колос» (Бориспіль) | «Аускопрут-Роксолана» (Івано-Франківськ) |
| 1996/97 | «Колос» (Бориспіль) | «Динамо» (Суми)     | «Арзу-Динамо» (Сімферополь)              |
| 1997/98 | «Колос» (Бориспіль) | «Динамо» (Суми)     | «Арзу-Динамо» (Сімферополь)              |
| 1999/99 | «Колос» (Бориспіль) | ?                   | ?                                        |
| 2000    | «Колос» (Бориспіль) | ?                   | ?                                        |
| 2001    | «Колос» (Бориспіль) | ?                   | ?                                        |
| 2002    | «Колос» (Бориспіль) | ?                   | ?                                        |
| 2003    | «Колос» (Бориспіль) | ?                   | ?                                        |
| 2004    | «Колос» (Бориспіль) | ?                   | ?                                        |
| 2005    | «Колос» (Бориспіль) | ?                   | ?                                        |
| 2006    | «Колос» (Бориспіль) | ?                   | ?                                        |
| 2007    | МСК «Сумчанка»      | ?                   | ?                                        |
| 2008    | МСК «Сумчанка»      | «Колос» (Бориспіль) | ?                                        |
| 2009    | МСК «Сумчанка»      | ?                   | «Колос» (Бориспіль)                      |
| 2010    | МСК «Сумчанка»      | «Колос» (Бориспіль) | ?                                        |
| 2011    | МСК «Сумчанка»      | ?                   | «Колос» (Бориспіль)                      |
| 2012    | МСК «Сумчанка»      | «Колос» (Бориспіль) | ?                                        |
| 2013    | МСК «Сумчанка»      | «Колос» (Бориспіль) | ?                                        |
| 2014    | МСК «Сумчанка»      | «Колос» (Бориспіль) | ?                                        |
| 2015    | МСК «Сумчанка»      | «Колос» (Бориспіль) | ІФК"СумДПУ" (Суми)                       |
| 2016    | МСК «Сумчанка»      | «Колос» (Бориспіль) | ІФК"СумДПУ" (Суми)                       |
| 2017    | МСК «Сумчанка»      | «Колос» (Бориспіль) | ІФК"СумДПУ" (Суми)                       |
| 2018    | МСК «Сумчанка»      | «Колос» (Бориспіль) | ІФК"СумДПУ" (Суми)                       |
| 2019    | МСК «Сумчанка»      | «Колос» (Бориспіль) | ІФК"СумДПУ" (Суми)                       |
| 2020    | МСК «Сумчанка»      | ІФК"СумДПУ" (Суми)  | «Колос» (Бориспіль)                      |